# Harpendyreus aequatorialis
Harpendyreus aequatorialis är en fjärilsart som beskrevs av Sharpe 1891. Harpendyreus aequatorialis ingår i släktet Harpendyreus och familjen juvelvingar. IUCN kategoriserar arten globalt som livskraftig. Inga underarter finns listade i Catalogue of Life.